# Parc national d'Al Hoceïma
Le parc national d'Al Hoceïma (en Tamazight Tarifit: Afrag Anamur n Lhusima) est un parc national situé au nord du Maroc, près de la ville d'Al Hoceïma à l’ouest, dans la province du même nom (région de Tanger-Tetouan-Al Hoceima).

## Géographie
Bordé au nord par la côte méditerranéenne sur 50 km et au sud par la route nationale 16, le parc national d'Al Hoceïma abrite les sites côtiers les mieux préservés de la côte nord marocaine, de hautes falaises et un arrière-pays montagneux. Il s'étend sur 48 000 ha qui englobe une partie terrestre (28 400 ha), implantée sur le massif rifain des Ibaqouyen (tribu rifaine), et une partie située en mer (19 600 ha). Sa partie terrestre concerne les territoires partiels de cinq communes qui sont, d'ouest en est, les communes littorales de Bni Boufrah, Senada, Rouadi et Izemmouren (entre Bni Gmil et Al Hoceïma), ainsi qu'Aït Kamra, au sud d'Izemmouren.

## Histoire
La création du parc national d'Al Hoceïma, géré par le Haut-Commissariat des eaux et forêts et de la lutte contre la désertification (HCEFLCD), remonte à 2004.

## Biologie et écologie

### Écosystème
Créé en 2004, le Parc National d’Al Hoceima est situé au Nord du Maroc, sur la façade méditerranéenne, à 150 Km environ à l’Est du détroit de Gibraltar. Ce parc national, placé sous l’autorité du Haut Commissariat aux Eaux et Forêts et à la Lutte contre la Désertification, comprend une aire marine de 19.600 ha et une partie terrestre de 28.400 ha qui intègrent un ensemble de milieux d’une grande valeur biologique et des espaces naturels parmi les mieux préservés en Méditerranée. Avec 40 Km de côte, le parc, situé sur le massif calcaire des Ibaqouyen, offre des paysages spectaculaires et des écosystèmes abritant une végétation naturelle caractéristique et des espèces animales des plus remarquable.
Au niveau du bassin méditerranéen, la biodiversité marocaine occupe la seconde place après celle de la région anatolienne (Turquie), avec un taux d'endémisme global de 20%. C'est pour cette raison que le Haut Commissariat aux Eaux et Forêts et à la Lutte Contre la Désertification (HCEFLCD) a élaboré une stratégie nationale pour la conservation de la faune et la flore qui a permis la définition de 150 Sites d'Intérêts Biologiques et Ecologiques (SIBE) et de 10 parcs nationaux dont le Parc National d’Al Hoceima (PNAH). Le Parc National d’Al Hoceima est situé au nord du Maroc, le long de sa côte méditerranéenne, à 150 km environ à l’est du détroit de Gibraltar, à proximité de la ville d’Al Hoceima. 
Le Parc National ce situe au sud de la mer d’Alboran sur une superficie de 48 460 ha dont 19 000 ha en zone marine. C’est la plus importante aire protégée de la côte méditerranéenne du Maroc et c’est l’unique Parc National au Maroc sur la façade méditerranéenne qui comporte une partie marine avec plusieurs îlots et rochers. Le Parc est situé en plein cœur du Rif central qui n’est autre que le prolongement de la cordillère Bétique du sud de l’Espagne. 
C’est une région de contrastes, aux paysages variés et à la diversité physique et biologique exceptionnelle. Sa situation latitudinale, sa géologie, son orographie et son exposition aux influences maritimes humides représentent les principaux facteurs de son originalité naturelle. Le Parc englobe un ensemble de milieux de grande valeur biologique. Les traits dominants de ce Parc National sont la présence d’une portion de côte rocheuse sauvage, peu exploitée à travers l’histoire. Les massifs calcaires qui constituent cette portion du littoral plongent dans la mer sous forme de falaises très hautes, constituant un paysage naturel grandiose.